# Tuh Tuhan
Tuh Tuhan is een bestuurslaag in het regentschap Aceh Singkil van de provincie Atjeh, Indonesië. Tuh Tuhan telt 614 inwoners (volkstelling 2010).